# Нову-Ориенти-ду-Пиауи

Нову-Ориенти-ду-Пиауи на карте штата.

Нову-Ориенти-ду-Пиауи (порт. Novo Oriente do Piauí) — муниципалитет в Бразилии, входит в штат Пиауи. Составная часть мезорегиона Северо-центральная часть штата Пиауи. Входит в экономико-статистический микрорегион Валенса-ду-Пиауи. Население составляет 6498 человек на 2010 год. Занимает площадь 525,334 км². Плотность населения — 12,37 чел./км².

## Демография
Согласно сведениям, собранным в ходе переписи 2010 г. Национальным институтом географии и статистики (IBGE), население муниципалитета составляет:
| Полное население                               | Полное население                               | Полное население                               | Полное население                               | 6498  |
| ---------------------------------------------- | ---------------------------------------------- | ---------------------------------------------- | ---------------------------------------------- | ----- |
| в том числе:                                   | Городское население                            | 3280                                           | Процент городского населения, %                | 50,48 |
|                                                | Сельское население                             | 3218                                           | Процент сельского населения, %                 | 49,52 |
|                                                | Мужское население                              | 3234                                           | Процент мужского населения, %                  | 49,77 |
|                                                | Женское население                              | 3264                                           | Процент женского населения, %                  | 50,23 |
| Плотность населения, чел/км²                   | Плотность населения, чел/км²                   | Плотность населения, чел/км²                   | Плотность населения, чел/км²                   | 12,37 |
| Население муниципалитета в % к населению штата | Население муниципалитета в % к населению штата | Население муниципалитета в % к населению штата | Население муниципалитета в % к населению штата | 0,21  |

По данным оценки 2016 года, население муниципалитета составляет 6483 жителя.

## Статистика
- Валовой внутренний продукт на 2003 год составляет 9 775 048,00 реалов (данные: Бразильский институт географии и статистики).
- Валовой внутренний продукт на душу населения на 2003 год составляет 1442,39 реалов (данные: Бразильский институт географии и статистики).
- Индекс развития человеческого потенциала на 2000 год составляет 0,603 (данные: Программа развития ООН).